# PGC 36206
LEDA/PGC 36206 ist eine Balken-Spiralgalaxie vom Hubble-Typ SBb im Sternbild Jungfrau auf der Ekliptik. Sie ist schätzungsweise 355 Millionen Lichtjahre von der Milchstraße entfernt und hat einen Durchmesser von etwa 105.000 Lichtjahren. Vom Sonnensystem aus entfernt sich das Objekt mit einer errechneten Radialgeschwindigkeit von näherungsweise 8.000 Kilometern pro Sekunde.
Die Typ IIP-Supernova SN 2009lx wurde hier beobachtet.
Im selben Himmelsareal befinden sich unter anderem die Galaxien PGC 1244089, PGC 1244828, PGC 1245565, PGC 1246121.